# Famille Borlée
Pour les articles homonymes, voir Borlée.

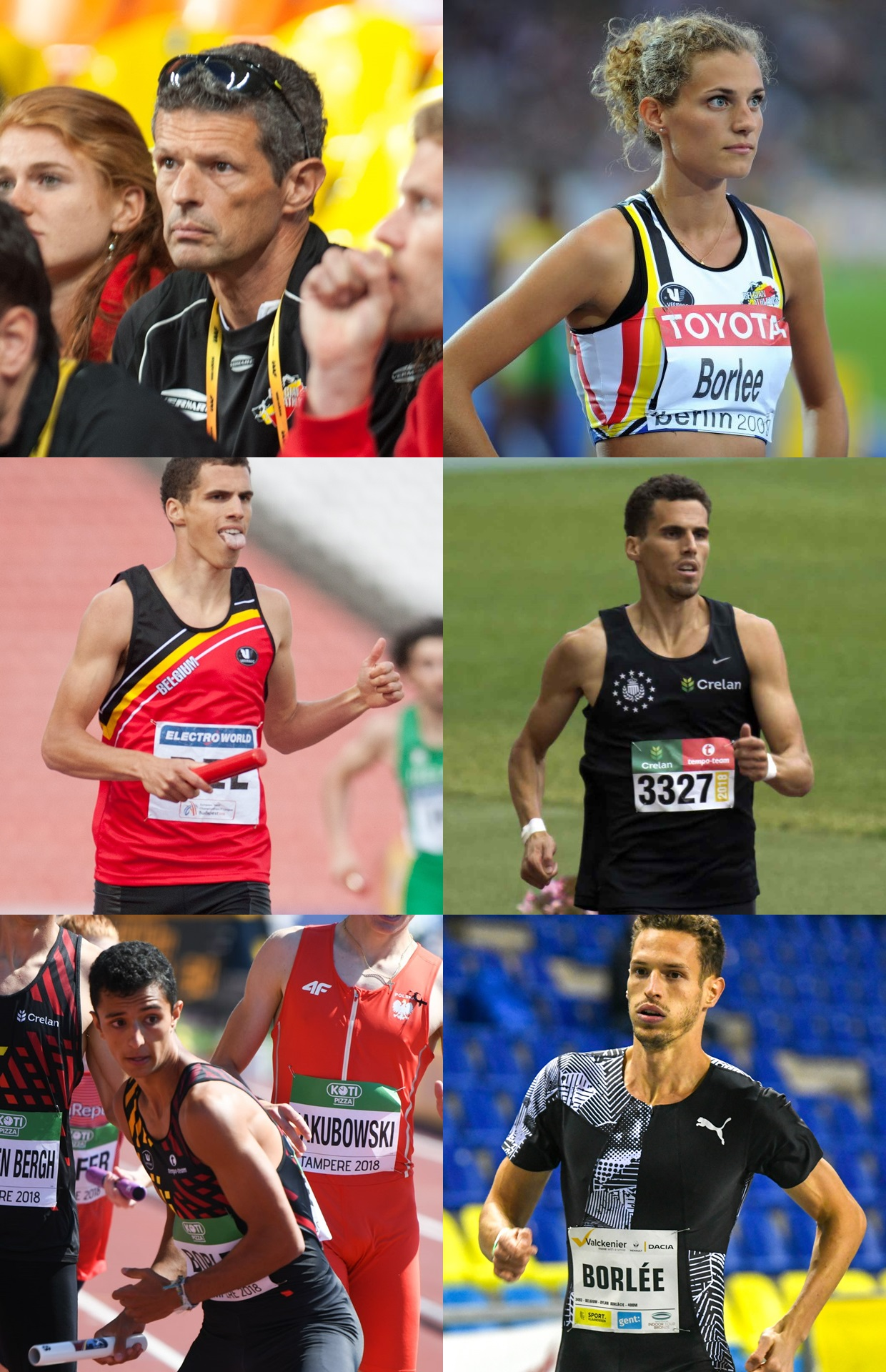
En haut à gauche Jacques, Olivia, Jonathan, Kevin, Rayane et Dylan.

La famille Borlée est une famille sportive belge composée de nombreux athlètes, dont l'un, Jacques, est devenu entraîneur dans le monde de l'athlétisme.

## La famille

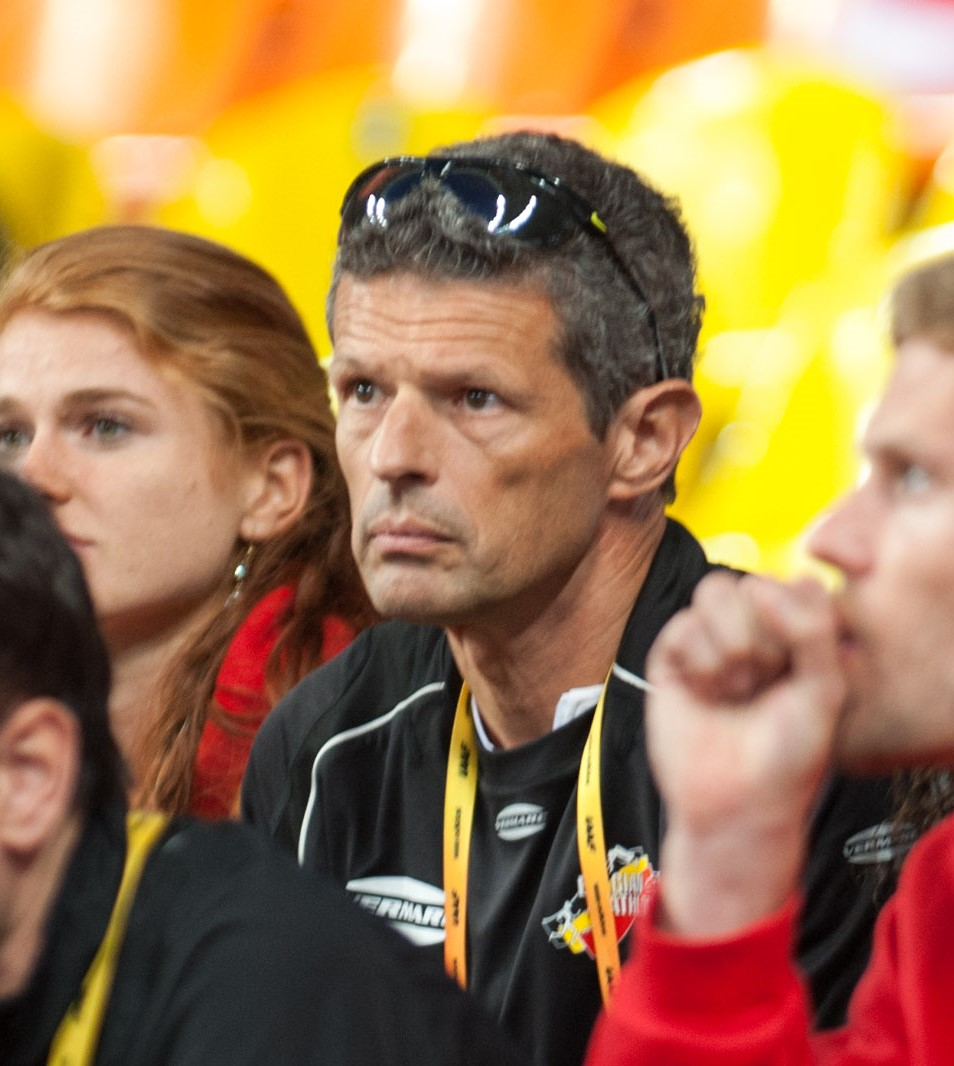
Jacques Borlée, père de la famille Borlée.

Les frères Jean-Pierre (1947-1992) et Jacques Borlée (né en 1957) sont tous deux champions d'athlétisme. Jacques Borlée épouse Edith Demaertelaere (née en 1964), qui est également une championne d'athlétisme. Ils ont cinq enfants : Olivia (née en 1986), Kévin (né en 1988), Jonathan (né en 1988), Alizia (née en 1991) et Dylan (né en 1992). Kévin est le frère jumeau monozygote de Jonathan. Jacques Borlée est également le père de Rayane Borlée (en) (né en 1999).
Jacques Borlée est l'entraîneur sportif d'Olivia, Kévin, Jonathan, Dylan et Rayane Borlée, tous athlètes de haut niveau et de renommée internationale.

## Palmarès individuels
| Date               | Compétition                                      | Lieu      | Résultat | Épreuve | Temps |
| ------------------ | ------------------------------------------------ | --------- | -------- | ------- | ----- |
| Jacques (né 1957)  |                                                  |           |          |         |       |
| 1983               | Championnats d'Europe en salle                   | Budapest  | 2e       | 200 m   | 21.13 |
| Olivia (née 1986)  |                                                  |           |          |         |       |
| 2009               | Championnats d'Europe par équipes (First League) | Bergen    | 1er      | 200 m   | 23.82 |
| Kevin (né 1988)    |                                                  |           |          |         |       |
| 2010               | Championnats d'Europe                            | Barcelone | 1er      | 400 m   | 45.08 |
| 2011               | Championnats du monde                            | Daegu     | 2e       | 400 m   | 44.90 |
| 2018               | Championnats d'Europe                            | Berlin    | 2e       | 400 m   | 45.13 |
| Jonathan (né 1988) |                                                  |           |          |         |       |
| 2018               | Championnats d'Europe                            | Berlin    | 3e       | 400 m   | 45.19 |
| Dylan (né 1992)    |                                                  |           |          |         |       |
| 2015               | Championnats d'Europe en salle                   | Prague    | 2e       | 400 m   | 46.25 |

## Arbre généalogique
|                         |                         |                         |                         |                         |                         |  |  |                          |                          |                          |                          |                          |                          |  |  |                 |                 |                 |                 |                 |                 |  |  |               |               |               |               |               |               |  |  |              |              |              |              |              |              |  |  |                    |                    |                    |                    |                    |                    |
|                         |                         |                         |                         |                         |                         |  |  |                          |                          |                          |                          |                          |                          |  |  |                 |                 |                 |                 |                 |                 |  |  |               |               |               |               |               |               |  |  |              |              |              |              |              |              |  |  |                    |                    |                    |                    |                    |                    |
| Jean-Pierre Borlée (nl) | Jean-Pierre Borlée (nl) | Jean-Pierre Borlée (nl) | Jean-Pierre Borlée (nl) | Jean-Pierre Borlée (nl) | Jean-Pierre Borlée (nl) |  |  | Edith Demaertelaere (nl) | Edith Demaertelaere (nl) | Edith Demaertelaere (nl) | Edith Demaertelaere (nl) | Edith Demaertelaere (nl) | Edith Demaertelaere (nl) |  |  | Jacques Borlée  | Jacques Borlée  | Jacques Borlée  | Jacques Borlée  | Jacques Borlée  | Jacques Borlée  |  |  |               |               |               |               |               |               |  |  |              |              |              |              |              |              |  |  |                    |                    |                    |                    |                    |                    |
| Jean-Pierre Borlée (nl) | Jean-Pierre Borlée (nl) | Jean-Pierre Borlée (nl) | Jean-Pierre Borlée (nl) | Jean-Pierre Borlée (nl) | Jean-Pierre Borlée (nl) |  |  | Edith Demaertelaere (nl) | Edith Demaertelaere (nl) | Edith Demaertelaere (nl) | Edith Demaertelaere (nl) | Edith Demaertelaere (nl) | Edith Demaertelaere (nl) |  |  | Jacques Borlée  | Jacques Borlée  | Jacques Borlée  | Jacques Borlée  | Jacques Borlée  | Jacques Borlée  |  |  |               |               |               |               |               |               |  |  |              |              |              |              |              |              |  |  |                    |                    |                    |                    |                    |                    |
|                         |                         |                         |                         |                         |                         |  |  |                          |                          |                          |                          |                          |                          |  |  |                 |                 |                 |                 |                 |                 |  |  |               |               |               |               |               |               |  |  |              |              |              |              |              |              |  |  |                    |                    |                    |                    |                    |                    |
|                         |                         |                         |                         |                         |                         |  |  |                          |                          |                          |                          |                          |                          |  |  |                 |                 |                 |                 |                 |                 |  |  |               |               |               |               |               |               |  |  |              |              |              |              |              |              |  |  |                    |                    |                    |                    |                    |                    |
| Olivia Borlée           | Olivia Borlée           | Olivia Borlée           | Olivia Borlée           | Olivia Borlée           | Olivia Borlée           |  |  | Kevin Borlée             | Kevin Borlée             | Kevin Borlée             | Kevin Borlée             | Kevin Borlée             | Kevin Borlée             |  |  | Jonathan Borlée | Jonathan Borlée | Jonathan Borlée | Jonathan Borlée | Jonathan Borlée | Jonathan Borlée |  |  | Alizia Borlée | Alizia Borlée | Alizia Borlée | Alizia Borlée | Alizia Borlée | Alizia Borlée |  |  | Dylan Borlée | Dylan Borlée | Dylan Borlée | Dylan Borlée | Dylan Borlée | Dylan Borlée |  |  | Rayane Borlée (en) | Rayane Borlée (en) | Rayane Borlée (en) | Rayane Borlée (en) | Rayane Borlée (en) | Rayane Borlée (en) |